# Колтыга, Фёдор Андреевич
Фёдор Андреевич Колтыга (1920—1977) — лейтенант Советской Армии, участник Великой Отечественной войны, Герой Советского Союза (1943).

## Биография
Фёдор Колтыга родился 20 октября 1920 года в селе Ольховка (ныне — Ачинский район Красноярского края). После окончания пяти классов школы работал в колхозе. В 1939 году Колтыга был призван на службу в Рабоче-крестьянскую Красную Армию. С начала Великой Отечественной войны — на её фронтах. Принимал участие в боях на Западном, Юго-Западном, Брянском и Воронежском фронтах.
К августа 1943 года гвардии старший сержант Фёдор Колтыга командовал орудием 4-го гвардейского истребительно-противотанкового артиллерийского полка 6-й гвардейской армии Воронежского фронта. Отличился во время битвы на Курской дуге. 7 августа он участвовал в отражении вражеской контратаки в районе деревни Берёзовка Борисовского района Белгородской области, уничтожив 6 танков, 4 самоходных артиллерийских орудия и большое количество солдат и офицеров противника. Когда немецкие войска попытались обойти его позицию с тыла, Колтыга сражался врукопашную, уничтожив 14 вражеских солдат и ещё 6 взяв в плен.
Указом Президиума Верховного Совета СССР от 21 сентября 1943 года за «отвагу и героизм, проявленные в Курской битве» старший сержант Фёдор Колтыга был удостоен высокого звания Героя Советского Союза с вручением ордена Ленина и медали «Золотая Звезда» за номером 3602.
В сентябре 1943 года Колтыга получил тяжёлое ранение, после которого на фронт уже не вернулся. В 1945 году он окончил Сталинградское артиллерийское училище. В 1947 году в звании лейтенанта Колтыга был уволен в запас. Проживал в Харькове, работал мастером цеха на Харьковском тракторном заводе. Скончался 28 февраля 1977 года, похоронен на харьковском кладбище № 4.
Был также награждён рядом медалей.